# 福澳港
福澳港，又稱作福沃港，建於中華民國福建省連江縣南竿鄉福澳村（今更名為福沃村），位北緯26.05°、東經119.943°。此村先民來自福州市長樂區厚福鄉，居此澳口稱「厚福澳」，簡稱為「福澳」。
南竿鄉為連江縣政經中心。福澳港是馬祖四鄉五島中規模及腹地最大的港口，故成為馬祖之航運中心，與四大離島（北竿、東莒、西莒、東引）設有交通航線。馬祖與臺灣之海上交通航線有二：一為福澳港，一為東引島中柱港。福澳港亦為台海兩岸小三通的主要運輸港口，每日皆有一班船開往福州馬尾港。
港口於1979年起建，1984年完工。
連江縣政府於民國86年（1997）11月26日奉行政院核定，民國87年（1998）指定本港、北竿島白沙港、西莒島青帆港、東莒島猛澳港、東引島中柱港為馬祖國內商港。
該村澳口海岸線較別村廣大，原有大片沙灘，故漲退潮差特別大；後將沙灘處填海造陸，建部分登岸出入樓梯。
1978年，港口設立「貫徹以三民主義統一中國」大型標語，後因侵蝕只剩下「一中國」。出於安全原因，剩餘部分於2024年被徹底拆除。

## 重大紀事
- 1997年11月26日經行政院核定為國內商港。
- 2001年1月2日完成兩岸「宗教直航」首航：該日上午7時30分，五百多名馬祖進香客所乘之臺馬輪由本港出發，於11時30分平安抵達福州馬尾港，共歷經四個小時航程，為兩岸分治五十二年後首次之「宗教直航」。
- 2012年12月25日「福澳港碼頭行政旅運大樓興建工程」動土。
- 2016年以福澳港為中心的國內商港客運總運量突破70萬人次。
- 2017年4月8日福澳港碼頭行政旅運大樓試營運。
- 2017年5月24日福澳港碼頭行政旅運大樓、海事應變中心及港區免稅店正式啟用。

## 航線

### 台澎金马
- 北竿白沙港
- 東引中柱港
- 莒光東莒島猛澳港
- 莒光西莒島青帆港
- 臺灣基隆港

### 中国大陆
- 福建省福州市馬尾港
- 福建省福州市連江縣黃岐鎮

## 週邊
- 連江縣港務處
- 福澳運動場
- 福澳白馬尊王廟
- 福澳華光大帝廟
- 中華電信馬祖南竿電信綜合大樓
- 馬祖郵政大樓、馬祖郵局（臺北189支）

## 外部連結
- 連江縣港務處 （页面存档备份，存于）
- YouTube上的連江縣港務處頻道
- 2011-01-14福澳商港S2碼頭改善工程完工報驗